# Río Nef
Río Nef är ett vattendrag i Chile.   Det ligger i regionen Región de Aisén, i den södra delen av landet, 1 500 km söder om huvudstaden Santiago de Chile.
Trakten runt Río Nef består i huvudsak av gräsmarker. Trakten runt Río Nef är nära nog obefolkad, med mindre än två invånare per kvadratkilometer.